# Огастес Фіцджеральд, 3-й герцог Лейнстер

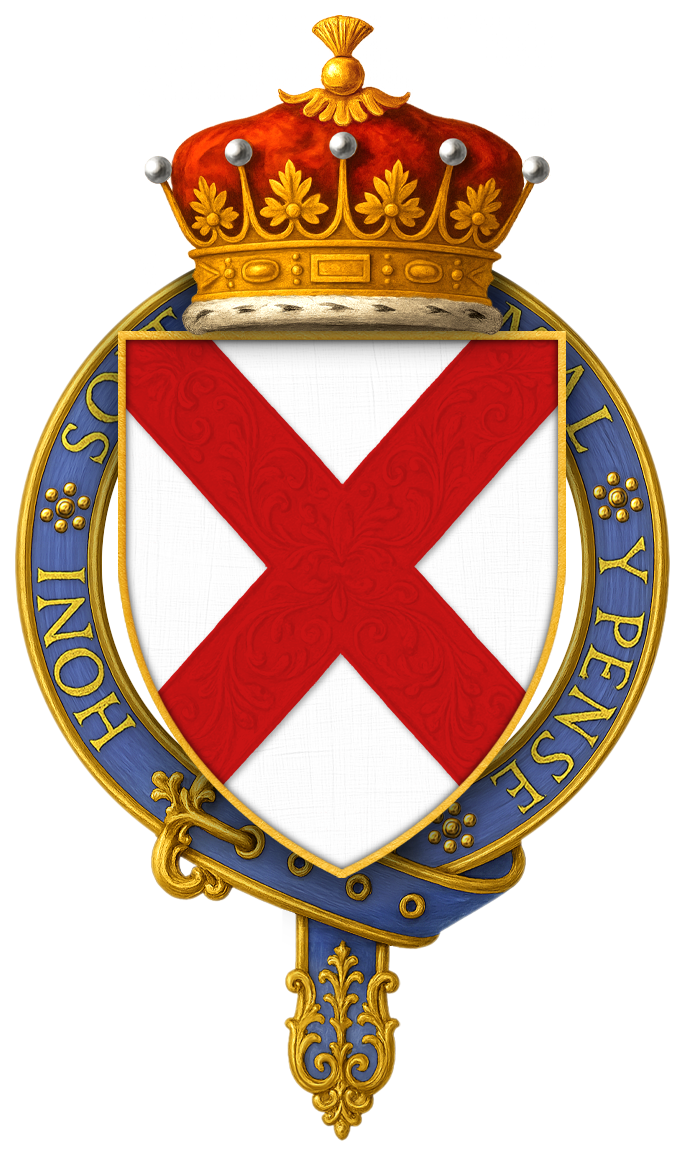
Герб герцогів Лейнстер.

Август (Огастес) Фредерік Фітцджеральд (англ. Augustus FitzGerald, 3rd Duke of Leinster; 21 серпня 1791 — 10 лютого 1874) — ІІІ герцог Ленстер — ірландський аристократ, барон, маркіз, масон. Народився і помер у палаці Картон-Хаус.

## Життєпис
Август Фредерік Фітцджеральд був старшим вижив сином Вільяма Фітцджеральда — ІІ герцога Лейнстер та його дружини Емілії. Він успадкував володіння, замки. Землі та титули свого батька в 1804 році. 16 червня 1818 Август Фредерік Фітцджеральд одружився з леді Шарлоттою Августою Стенхоуп (15 лютого 1793 — 15 лютий 1859) — третьою дочкою Чарльза Стенхоупа — ІІІ графа Гаррінгтон. У них було четверо дітей:
- Чарльз Фітцджеральд — IV герцог Лейнстер (1819—1887)
- лорд Джеральд Фітцджеральд (Лондон, 6 січня 1821 — 23 вересня 1886) — одружився 9 червня 1862 року з Енн Агнес Баркер (пом. 6 червня 1913) і мав з нею дітей: Едвард Джеральд ФітцДжеральд (Лондон 2 вересня 1863 — Стадленд, 5 серпня 1919) — одружився в Лондоні 20 лютого 1913 року з Енн Джозефін Трокмортон.
- леді Джейн Сеймур Фітцджеральд (пом. 3 листопада 1898) — одружилась 5 вересня 1848 року з Джорджем Вільямом Джоном Рептоном (1818—1906)
- лорд Отон Августом Фітцджеральд (1827—1882)

У 1813 році Август Фредерік Фітцджеральд став масоном і був обраний гросмейстером Великої Ложі Ірландії. Цю посаду він обіймав до своєї смерті в 1874 році. Август Фредерік Фітцджеральд отримав посади Хранителя Рукописів (Custos Rotulorum) графства Кілдер у 1819 році і лорда-лейтенанта графства Кілдер в 1831 році. Ці посади він займав до самої своєї смерті. У 1831 році він був прийнятий до Таємної ради Ірландії і Таємної ради Великої Британії, був лордом Верховним констеблем Ірландії на коронації Вільгельма IV і королеви Вікторії. Він був комісаром народної освіти в Ірландії з 1836 по 1841 рік.